# メンフィス・テネシー (チャック・ベリーの曲)
「メンフィス・テネシー」（Memphis, Tennessee）は、チャック・ベリーの楽曲である。1959年6月にシングル盤『バック・イン・ザ・U.S.A.』のB面曲として発売された。発売から4年後の1963年に全英シングルチャートで最高位6位を記録。同時にデッカ・レコードは、イギリスでデイヴ・ベリー&クルーザーズによるカバー・バージョンを発売し、全英シングルチャートで最高位19位を獲得。1964年に発売されたジョニー・リヴァーズによるカバー・バージョンは、Billboard Hot 100で最高位2位を記録した。

## 曲の構成・リリース
歌詞は、主人公が電話交換手に、「メンフィスから娘のマリーが電話をしてくれたはずだから、そこにつないでほしい」と懇願するという内容になっている。後に本作をカバーしているイアン・ギランは「なんという美しい歌詞なのだろう。本当にチャック・ベリーの歌詞は素晴らしいよ」と語っている。また本作の歌詞は、1974年に公開された映画『都会のアリス』のモチーフとなった。
「メンフィス・テネシー」は、1959年6月にチェス・レコードからシングル盤『バック・イン・ザ・U.S.A.』のB面曲として発売されたが、本作がチャートインすることはなかった。1963年9月にイギリスでパイ・レコードから「レット・イット・ロック」との両A面シングルとして発売され、全英シングルチャートで最高位6位を記録。『Ultimate Classic Rock』は、2017年に「Top 10 Chuck Berry Songs」と題したリストの9位に本作を入れ、「ロック史上初の素晴らしい物語調の曲の1つで、ひねりが加えられている」と評している。
「メンフィス・テネシー」は、1959年に公開された映画『ゴー・ジョニー・ゴー』のサウンドトラックとして使用された。

## カバー・バージョン

### ビートルズによるカバー
ビートルズは、その前身バンドであるクオリーメンの頃から1963年まで「メンフィス・テネシー」をレパートリーの1つとしていた。ポール・マッカートニーは、1959年にメンラヴ通りにあるジョン・レノンの自宅の寝室で「メンフィス・テネシー」を知り、「史上最高のリフ」で形成された曲として認識していた。
1962年1月1日、ラッセル・スクウェア・スタジオで行なわれたデッカ・レコードのオーディションの一環で、マイク・スミスのプロデュースのもとで「メンフィス・テネシー」を演奏。ビートルズは5度にわたってBBCラジオの番組用に本作のカバー・バージョンを録音しており、1962年3月7日に『Teenager's Turn: Here We Go』（1962年3月8日放送）用、1963年6月1日に『Pop Go the Beatles』（1963年6月18日放送）用、6月24日に『Saturday Club』（6月29日放送）用、7月10日に『Pop Go the Beatles』（7月30日放送）用、9月7日に『Saturday Club』（10月5日放送）用に録音した。このうち、7月10日に録音された演奏が、1994年に発売された『ザ・ビートルズ・ライヴ!! アット・ザ・BBC』に収録された。

#### クレジット
以下、デッカ・レコードのオーディション時の編成
- ジョン・レノン - ボーカル、ギター
- ポール・マッカートニー - ベース
- ジョージ・ハリスン - ギター
- ピート・ベスト - ドラム

1963年にBBCラジオ用に録音されたテイクでは、1962年8月に解雇されたベストの後任であるリンゴ・スターがドラムを演奏している。

### その他の主なカバー
1963年、デッカ・レコードからデイヴ・ベリー&クルーザーズによるカバー・バージョンが発売され、全英シングルチャートで最高位19位を記録。同年にはフラタニティ・レコードからロニー・マックによるカバー・バージョンも発売された。マックは本作をインストゥルメンタルとしてカバーしていて、タイトルを「メンフィス」（Memphis）と短縮した。マックによるカバー・バージョンは、『ビルボード』誌のBillboard Hot 100で最高位5位、同誌のR&Bチャートで最高位4位を記録。
1964年、インペリアル・レコードからジョニー・リヴァースによるカバー・バージョンが発売された。マックによるカバー・バージョンと同じくタイトルは「メンフィス」となっているが、歌詞はチャック・ベリーによる原曲と同じものになっている。リヴァースによるカバー・バージョンは、Billboard Hot 100で最高位2位を記録。
1981年、スコッティ・ブラザーズ・レコードからフレッド・ノブロックによるカバー・バージョンが発売された。ノブロックによるカバー・バージョンは、『ビルボード』誌のカントリー・チャートで最高位10位、アダルト・コンテンポラリー・チャートで最高位28位を記録。

## チャート成績

### チャック・ベリー版
| チャート (1963年)   | 最高位 |
| ------------------- | ------ |
| アイルランド (IRMA) | 3      |
| UK シングルス (OCC) | 6      |

### デイヴ・ベリー&クルーザーズ版
| チャート (1963年)   | 最高位 |
| ------------------- | ------ |
| アイルランド (IRMA) | 9      |
| UK シングルス (OCC) | 19     |

### ロニー・マック版
| チャート (1963年)                    | 最高位 |
| ------------------------------------ | ------ |
| ニュージーランド (Listener)          | 5      |
| US Billboard Hot 100                 | 5      |
| US Hot R&B/Hip-Hop Songs (Billboard) | 4      |
| US Cash Box Top 100                  | 5      |

| チャート (1963年)    | 順位 |
| -------------------- | ---- |
| US Billboard Hot 100 | 48   |
| US Cash Box          | 71   |

### ジョニー・リヴァース版
| チャート (1964年)                      | 最高位 |
| -------------------------------------- | ------ |
| ベルギー (Ultratop 50 Flanders)        | 17     |
| Canada Top Singles (RPM)               | 1      |
| ニュージーランド (Listener)            | 5      |
| US Billboard Hot 100                   | 2      |
| US Cash Box Top 100                    | 2      |
| 西ドイツ (Media Control Singles Chart) | 1      |

| チャート (1964年)                    | 順位 |
| ------------------------------------ | ---- |
| UK Singles (Official Charts Company) | 74   |
| US Billboard Hot 100                 | 48   |
| US Cash Box                          | 57   |

### フレッド・ノブロック版
| チャート (1981年)                             | 最高位 |
| --------------------------------------------- | ------ |
| Canada Country Tracks (RPM)                   | 12     |
| US Bubbling Under Hot 100 Singles (Billboard) | 102    |
| US Hot Country Songs (Billboard)              | 10     |
| US Adult Contemporary (Billboard)             | 28     |